# ماركو كوفاك (لاعب كرة قدم)
ماركو كوفاك هو لاعب كرة قدم كرواتي، ولد في 6 يناير 1987 في بوبلينغين في ألمانيا. لعب مع VfL Sindelfingen ‏.

## وصلات خارجية
- ماركو كوفاك على موقع قاعدة بيانات كرة القدم.إي يو (الإنجليزية)
- ماركو كوفاك على موقع عالم كرة القدم.نت (الإنجليزية)